# Hyposoter pectinatus
Hyposoter pectinatus là một loài tò vò trong họ Ichneumonidae.